# Naturwissenschaftliche Universität Breslau

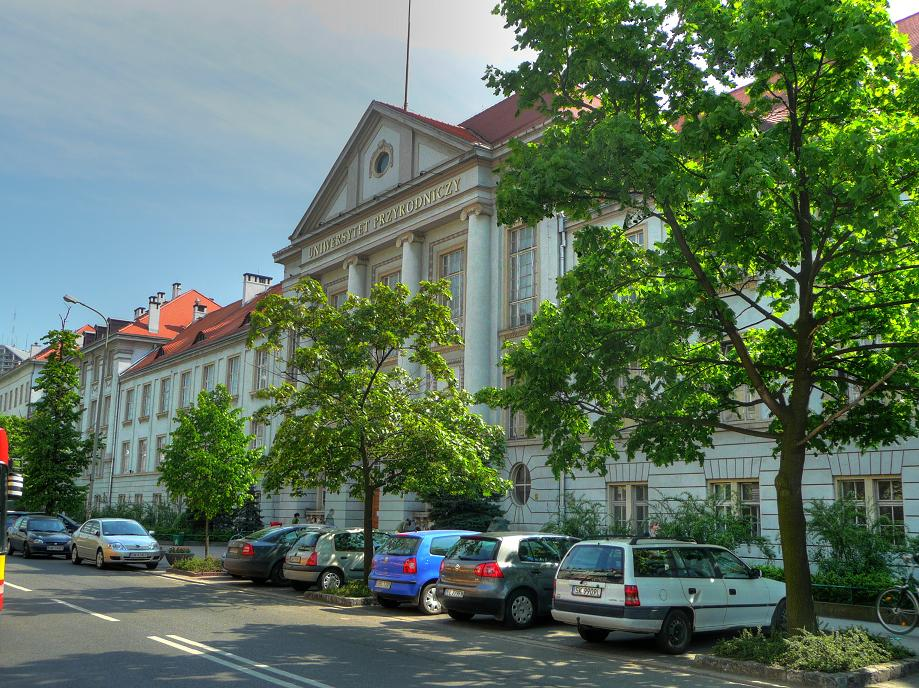
Naturwissenschaftliche Universität Breslau

Die Naturwissenschaftliche Universität Breslau (polnisch: Uniwersytet Przyrodniczy we Wrocławiu, offizielle englische Eigenbezeichnung Wrocław University of Environmental and Life Sciences) ist eine staatliche Universität in der polnischen Stadt Breslau (Wrocław) mit knapp 11.000 Studenten und 1.600 Mitarbeitern.
Die Universität befindet sich in den Gebäuden des ehemaligen Instituts der Deutschen Landwirtschafts-Universität Breslau. 1951 wurde sie neu als Hochschule für Landwirtschaft gegründet und 1971 in Landwirtschaftliche Universität Breslau umbenannt. Im November 2006 änderte sie ihren Namen in Naturwissenschaftliche Universität Breslau.
Für die 4-jährige Kadenz zum Rektor wurde 2016 Tadeusz Trziszka gewählt.

## Fakultäten
- Fakultät für Biologie und Tierzucht,
- Fakultät für Umweltschutztechnik und Geodäsie,
- Fakultät für Veterinärmedizin,
- Fakultät für Lebensmittelwissenschaft
- Fakultät für Umweltwissenschaften und Technologie

## Internationale Kooperationen
Es gibt unter anderem folgende bilaterale Verträge mit deutschen Hochschulen:
- RWTH Aachen
- Humboldt-Universität zu Berlin
- Rheinische Friedrich-Wilhelms-Universität Bonn
- Brandenburgische Technische Universität Cottbus
- Technische Universität Dresden
- Justus-Liebig-Universität Gießen
- Georg-August-Universität Göttingen
- Stiftung Tierärztliche Hochschule Hannover
- Universität Kassel
- Ludwig-Maximilians-Universität München
- Fachhochschule Osnabrück
- Universität Rostock
- Fachhochschule Lausitz
- Universität Stuttgart
- Universität Hohenheim